# Шполянське лісництво
Шполя́нське лісництво — структурний підрозділ Звенигородського лісового господарства Черкаського обласного управління лісового та мисливського господарства.
Офіс знаходиться в місті Шпола Шполянського району Черкаської області.

## Лісовий фонд
Лісництво охоплює ліси майже всього Шполянського району, окрім крайньої східної частини. Загальна площа лісництва — 6304 га.
Сюди входять:
- урочище Гноянське, урочище Лабунське, урочище Плоский, урочище Зуєва Дача, урочище Товмацька Дача, Мар'янівський ліс, ліс Ламана, Лебединський ліс (Видубецький Збин), Димаківський ліс, Верходар'ївський ліс.

## Об'єкти природно-заповідного фонду
У віданні лісництва перебувають:
- заповідне урочище Дар'ївське
- заповідне урочище Плосково-Зуєво
- ботанічна пам'ятка природи Віковий дуб (1)
- ботанічна пам'ятка природи Віковий дуб (2)
- ботанічна пам'ятка природи Дерево бука
- ботанічна пам'ятка природи Дуб пірамідальний